# 歌のチャンピオン
『歌のチャンピオン』（うたのチャンピオン）は、1971年4月4日から同年9月26日まで日本テレビ系列局で放送されていた日本テレビ製作の歌謡番組、オーディション番組である。それ以前にも1970年10月4日から1971年3月28日まで『ペアでハワイへ 歌のチャンピオン』と題して放送されていた。

## 概要
毎回一般からの参加者13人が5週勝ち抜きを目指して歌合戦を繰り広げていた視聴者参加型番組。収録は主に後楽園ホールで行われていた。
1970年1月まで日曜11:00枠で放送されていた『歌のグランプリショー』の復活版であるが、同番組と異なるのは内容の大半が歌合戦になっているという点で、さらに5週勝ち抜いてグランドチャンピオンになれた者は、運が良ければ芸能界デビューへの道が開けた。これらの特徴は、次番組『スター誕生!』へと受け継がれた。

## 放送時間
いずれも日本標準時。
- 日曜 11:00 - 11:55 （1970年10月4日 - 1971年3月28日） - 『ペアでハワイへ 歌のチャンピオン』と題して放送。
- 日曜 11:15 - 11:55 （1971年4月4日 - 1971年9月26日） - 『にっぽんの座標』が日曜11:00枠でスタートするのに伴い、放送枠が15分縮小。同時に『歌のチャンピオン』へ改題。

## 出演者

### 司会
- ロイ・ジェームス

### 審査員
- いずみたく
- 市川昭介
- 平尾昌晃
- 星野哲郎
- ほか

## 進行
出場者は前週までのチャンピオン1人と挑戦者12人。
まずは挑戦者たちが1人ずつ歌唱。彼らの歌に審査員が付けた点数は、ステージ中央にある100点満点の点数表示ランプに表示されていった。最高得点を出した者には、ペアで行けるハワイ旅行が贈られていた。
それが終わるとチャンピオンと最高得点者による決勝戦へ移行。これに勝利した側が1週勝ち抜きと認定され、「勝抜き賞」を獲得。チャンピオンが5週勝ち抜くと、天井から大量の紙吹雪が降り、「グランドチャンピオン賞」として賞金50万円が贈られた。さらにグランドチャンピオンの中から審査員に力量十分と認められた者には、日本テレビの「ニューボイス」所属歌手になるチャンスも与えられた。

## 備考
- 放送開始前に付けられていた仮題は「素人歌のチャンピオン」だった[1]。
- 熊本放送でも1980年頃に『RKK歌のチャンピオン』、宮崎放送でも1984年頃に『MRT10人抜き歌のチャンピオン』という類似タイトルのローカル番組が放送されていたが、内容は全くの別物である。